# Fondation Université de Versailles-Saint-Quentin-en-Yvelines
A Fondation Université de Versailles-Saint-Quentin-en-Yvelines ("Fundação da Universidade de Versalhes Saint Quentin en Yvelines", em francês) é uma agência independente administrativa estabelecida pela UVSQ da França num esforço para estimular e desenvolver o crescimento da filantropia privada.

## História
Após a criação da Fundação em 2011, entregando as primeiras subvenções para apoiar a experiência internacional tem lugar em 2014. Entre outubro de 2014 e junho 2015 é realizada a primeira campanha de recolha para a biblioteca da universidade. Um iniciativas fundo de solidariedade lançada em novembro de 2015 e em seguida pela Versalhes Sciences Lab no mês seguinte. O ano de 2016 viu a apresentação dos jovens talentos primeiro prêmio.